# Chris Samuels
Pour les articles homonymes, voir Samuels.
(en) Statistiques sur pro-football-reference
Chris Samuels (né le 28 juillet 1977 à Mobile dans l'État d'Alabama aux États-Unis) est un joueur américain de football américain qui évoluait au poste d'offensive tackle.

## Biographie

### Carrière universitaire
Joueur du Crimson de l'Université de l'Alabama de 1996 à 1999, il remporte à sa dernière année universitaire le Trophée Outland du meilleur joueur de ligne intérieure en plus d'être nommé dans l'équipe All-America, qui regroupe les meilleurs joueurs universitaires du pays.

### Carrière professionnelle
Il est choisi au 3e rang de la draft 2000 de la NFL par les Redskins de Washington, qui ont fait un échange avec les 49ers de San Francisco pour obtenir cette sélection. Durant sa carrière professionnelle de 10 saisons, toutes jouées avec les Redskins, il s'est établi comme un leader de la ligne offensive des Redskins et a été sélectionné à six reprises pour le Pro Bowl.
Durant la saison 2009, lors d'un match contre les Panthers de la Caroline, il se blesse au cou après une collision casque à casque avec un joueur adverse. Sa blessure est reliée à une sténose du canal vertébral qui lui a été diagnostiqué plus jeune. Réalisant les risques de sa blessure sur sa condition physique, il annonce sa retraite en mars 2010.
Il se reconvertit en entraîneur après sa carrière de joueur. Il retourne au sein de l'Université de l'Alabama, pour devenir assistant entraîneur de la ligne offensive des Crimson Tide, poste qu'il occupe de 2012 à 2014. En 2012, il figure dans la liste des 80 meilleurs Redskins, qui commémore le 80e anniversaire de l'équipe.